# Anagyrus abdulrassouli
Anagyrus abdulrassouli is een vliesvleugelig insect uit de familie Encyrtidae. De wetenschappelijke naam is voor het eerst geldig gepubliceerd in 1982 door Myartseva, Sugonjaev & Trjapitzin.